# Плају (Таља)
Плају (рум. Plaiu) насеље је у Румунији у округу Прахова у општини Таља. Oпштина се налази на надморској висини од 554 m.

## Становништво
Према подацима из 2002. године у насељу је живело 255 становника, од којих су сви румунске националности.